# 巴迪·卡特
巴迪·卡特（英語：Buddy Carter；1957年9月6日—）是美国政治人物。自2015年開始，他是喬治亞州第1選舉區選出的聯邦眾議員。他的黨籍是共和黨。在當選國會議員之前，他曾是佐治亚州议会議員。